# Cuartel de San Gil
El cuartel de San Gil o de Leganitos fue una instalación militar situada en la ciudad española de Madrid. Proyectado por Francesco Sabatini, se alzaba en la parte septentrional de lo que hoy es la plaza de España. Fue demolido a principios del siglo XX.

## Historia y descripción

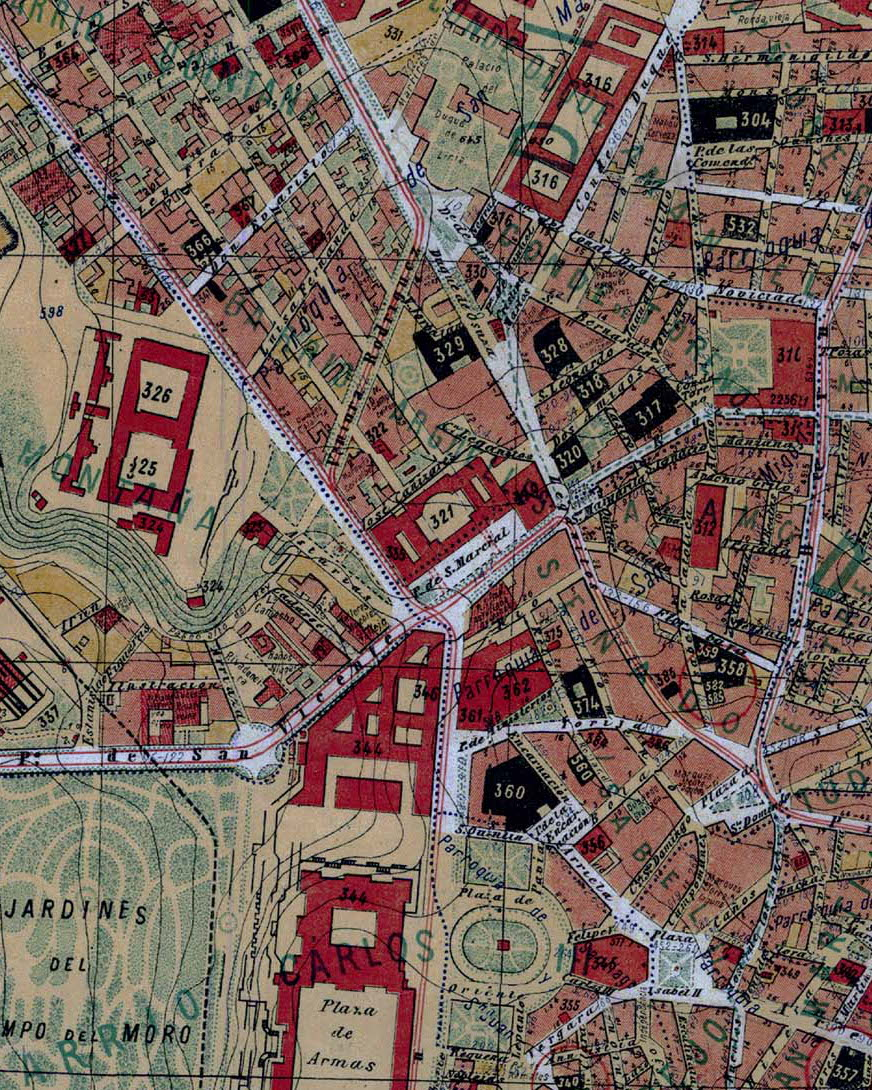
El cuartel de San Gil en el plano de Madrid de Facundo Cañada (1902). El cuartel se encuentra designado con el número 321.

Ha sido conocido con los nombres «cuartel de San Gil» y «cuartel de Leganitos». El cuartel comenzó a construirse en 1789, en una zona que, aunque se encontraba en el interior del terreno delimitado por la cerca de Felipe IV, era fundamentalmente agrícola: el «prado de Leganitos», que tomaba su nombre del arroyo que discurría por la zona. Tradicionalmente, y siguiendo a Mesonero Romanos, se ha venido sosteniendo que su función inicial no era militar, sino que se trataba de un convento, destinado a albergar a los franciscanos de San Gil. De acuerdo con esta tesis, el responsable del proyecto habría sido Manuel Martín Rodríguez —sobrino de Ventura Rodríguez—. Sin embargo, la profesora Virginia Tovar demostró en 1989 que aunque se comenzó la construcción de un edificio de carácter conventual para los franciscanos de San Gil, estas edificaciones iniciales fueron derribadas para, según proyecto de Francesco Sabatini, construir efectivamente un cuartel. Su función era defender el Palacio Real por su lado noreste.
El resultado fue un edificio de planta rectangular de gran tamaño, dispuesto alrededor de tres patios —el central más amplio, con el fondo de forma cóncava—, bastante similar al cuartel del Conde-Duque, obra de Pedro de Ribera. Tenía tres plantas —una baja más dos pisos superiores, cada uno de los cuales mostraba 33 vanos —, así como tres sencillas fachadas de granito. La fachada principal daba al espacio que comunicaba la cuesta de San Vicente con la plaza de Leganitos, hoy desaparecida —esta última se encontraría en el tramo inicial de la actual calle de los Reyes—. Este espacio recibió el nombre de plaza o plazuela de San Marcial. Al parecer, recibió este nombre por encontrarse acuartelados allí los regimientos de caballería de la Guardia Real, los cuales estaban al mando, a finales del reinado de Fernando VII, de Manuel Freire de Andrade, que había obtenido el título de marqués de San Marcial en premio a su destacada actuación en la batalla del mismo nombre, durante la Guerra de la Independencia. La plaza recibió oficialmente el nombre en 1835, con la normalización de la toponimia madrileña aprobada el 11 de enero de ese año. Las fachadas a los patios se hacían con galerías.

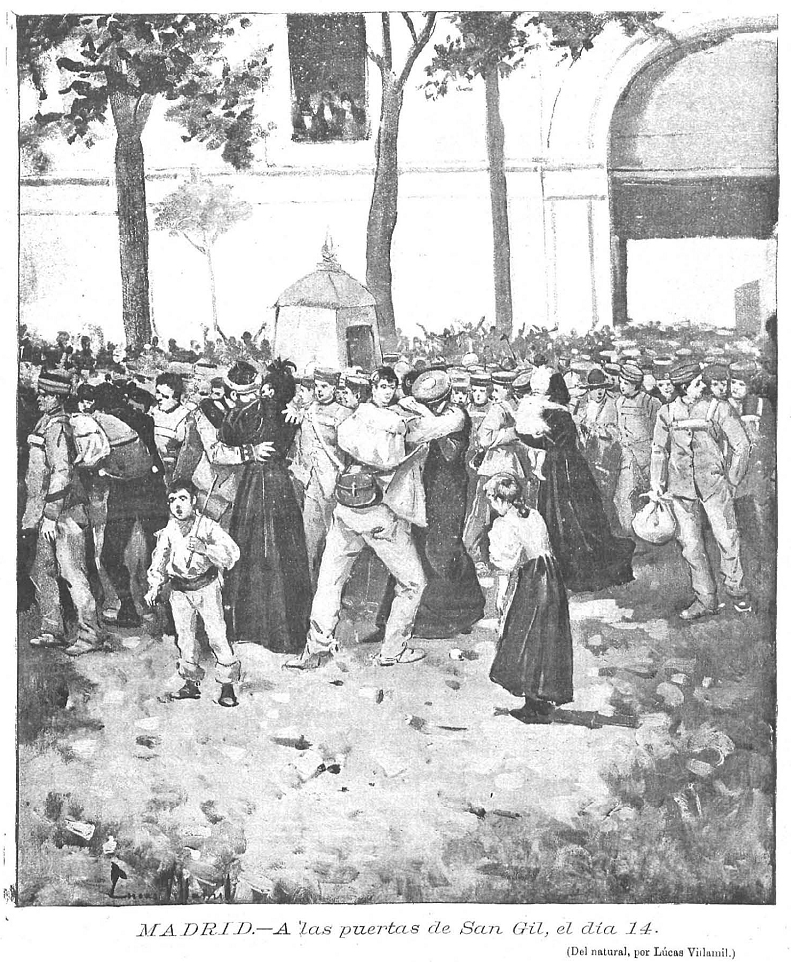
Tropas destinadas a Cuba, a las puertas del cuartel de San Gil, 14 de agosto de 1895, en Nuevo Mundo.

Aún sin terminar, el edificio fue ocupado en 1808, habiendo abandonado España ya los Borbones, y con José Bonaparte en el trono, el cual lo destinó a acuartelamiento de los guardias de corps. Desde entonces, el edificio mantuvo siempre su función militar. Inicialmente se concibió como acuartelamiento de fuerzas de caballería, aunque durante el transcurso de la construcción se decidió que acogiese también una unidad de infantería. Sin embargo, su uso principal ha sido como sede de unidades de artillería, llegando a albertar un parque de dicho cuerpo. La posición defensiva del cuartel de San Gil quedó reforzada con la construcción a poca distancia del de Isabel II o de la Montaña en 1859.

## Sublevación del cuartel de San Gil
El hecho histórico más reseñable del que el cuartel fue protagonista tuvo lugar el 22 de junio de 1866, cuando un grupo de sargentos intentó una sublevación fallida contra la monarquía de Isabel II. La sublevación del cuartel de San Gil o «sargentada» fue un preludio de la «La Gloriosa», el movimiento revolucionario que expulsó de España a la reina Isabel II en 1868.

## Derribo

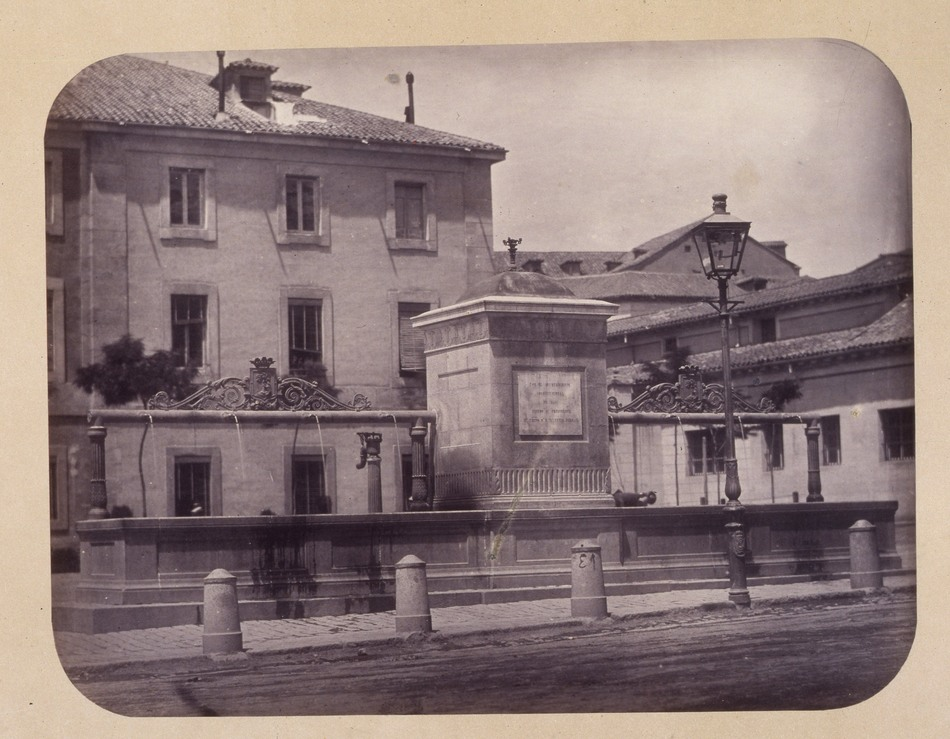
Aspecto de la plazuela de San Marcial, la fuente de Leganitos y parte de la fachada del cuartel, en una foto de Alfonso Begué, en 1864.

La primera propuesta de eliminar el cuartel la hizo el concejal del Sexenio Democrático Fernández de los Ríos. En su obra El futuro Madrid (1868), propuso numerosas medidas de mejora del urbanismo de la ciudad entre las que se hallaba la ampliación de la plaza de San Marcial mediante el derribo del cuartel. No se llevó a cabo, y durante el siglo XIX fue objeto de ampliaciones y modificaciones, lo que no impidió que el edificio fuese deteriorándose, lo que unido a la paulatina urbanización de la zona (lo que posteriormente sería el barrio de Argüelles), hizo que a finales de siglo el Ministerio de la Guerra fuese dictando varias normas que permitieran su derribo. En 1896 se promulgó la primera, autorizando la demolición del cuartel y la venta de su solar, para, con el dinero obtenido, proceder a la construcción de los nuevos acuartelamientos que sustituyesen al demolido. Transcurrieron, sin embargo, varios años antes de que procediese a la construcción de un nuevo cuartel y el derribo del antiguo. Finalmente, se decretó el derribo en 1903. Este comenzó finalmente en 1906 y no finalizó hasta septiembre de 1910. Ese mismo año el Ayuntamiento de Madrid encargó los primeros proyectos para la reforma de la plaza formada sobre parte de la plazuela de San Marcial y el solar dejado por el derribo del cuartel de San Gil: la plaza de España, en la que habría de terminar la Gran Vía. Sin embargo, la efectiva urbanización de la plaza no se abordó hasta décadas después.